# Джаспер (Теннессі)
Джаспер (англ. Jasper) — місто (англ. town) в США, в окрузі Меріон штату Теннессі. Населення — 3612 особи (2020).

## Географія
Джаспер розташований за координатами 35°3′57″ пн. ш. 85°37′18″ зх. д. / 35.06583° пн. ш. 85.62167° зх. д. (35.065845, -85.621664).  За даними Бюро перепису населення США в 2010 році місто мало площу 24,53 км², з яких 24,27 км² — суходіл та 0,27 км² — водойми.

## Демографія
Згідно з переписом 2010 року, у місті мешкало 3279 осіб у 1350 домогосподарствах у складі 903 родин. Густота населення становила 134 особи/км².  Було 1479 помешкань (60/км²).
Расовий склад населення:
| - 89,4 % — білих - 7,9 % — чорних або афроамериканців - 0,5 % — азіатів - 0,4 % — корінних американців |

До двох чи більше рас належало 1,0 %. Частка іспаномовних становила 1,6 % від усіх жителів.
За віковим діапазоном населення розподілялося таким чином: 22,0 % — особи молодші 18 років, 60,7 % — особи у віці 18—64 років, 17,3 % — особи у віці 65 років та старші. Медіана віку мешканця становила 41,3 року. На 100 осіб жіночої статі у місті припадало 95,5 чоловіків;  на 100 жінок у віці від 18 років та старших — 91,0 чоловіків також старших 18 років.
Середній дохід на одне домашнє господарство  становив 55 796 доларів США (медіана — 47 500), а середній дохід на одну сім'ю — 65 203 долари (медіана — 63 134). Медіана доходів становила 49 102 долари для чоловіків та 29 844 долари для жінок. За межею бідності перебувало 5,3 % осіб, у тому числі 9,9 % дітей у віці до 18 років та 3,6 % осіб у віці 65 років та старших.
Цивільне працевлаштоване населення становило 1651 особа. Основні галузі зайнятості: виробництво — 20,5 %, роздрібна торгівля — 19,3 %, освіта, охорона здоров'я та соціальна допомога — 15,4 %.